# From Beyond (povestire)
„From Beyond” („De dincolo”) este o povestire de groază a scriitorului american H. P. Lovecraft. A fost scrisă în 1920 și a fost publicată pentru prima dată în The Fantasy Fan în iunie 1934 (vol. 1, nr. 10).

## Rezumat
Povestea este narată la persoana întâi de un narator fără nume și detaliază experiențele sale cu un om de știință, Crawford Tillinghast. Tillinghast a creat un dispozitiv electronic care emite o undă de rezonanță, care stimulează glanda pineală a unei persoane afectate, permițându-i să perceapă planuri ale existenței din afara domeniului realității acceptate.
Împreună cu Tillinghast, naratorul devine conștient de un mediu translucid, inter-dimensional, care se suprapune cu propria noastră realitate. Din această perspectivă, el este martor la hoarde de creaturi ciudate și îngrozitoare care sfidează descrierea. Tillinghast dezvăluie că a folosit dispozitivul pentru a-și transporta servitorii în planul suprapus al realității. El dezvăluie, de asemenea, că efectul funcționează în ambele sensuri și permite creaturilor din dimensiunea alternativă să perceapă oamenii. Servitorii lui Tillinghast au fost atacați și uciși de o astfel de entitate interdimensională, iar Tillinghast îl informează pe narator că este chiar în spatele lui. Îngrozit peste măsură, naratorul își scoate arma și trage în dispozitiv, distrugându-l. Tillinghast moare imediat după aceea ca urmare a apoplexiei. Poliția investighează locul și se concluzionează că Tillinghast i-a ucis pe servitori, în ciuda faptului că nu au fost găsite niciodată cadavrele acestora.

## Personaje
Cel mai bun prieten al naratorului, Tillinghast, este un cercetător al „fizicului și metafizicului”. Caracterizat ca un om al „simțirii și acțiunii”, naratorul descrie transformarea sa fizică după ce experimentele sale reușesc: „Nu este plăcut să vezi un om robust slăbit brusc și este și mai rău atunci când pielea ajunge îngălbenită sau cenușie, ochii afundați și nemaipomenit de strălucitori, fruntea plină de vene și riduri, iar mâinile tremurând continuu.”
În prima variantă a povestirii, Lovecraft a numit personajul Henry Annesley; dar a înlocuit acest nume cu unul compus din două vechi nume de familie din orașul Providence. În romanul Cazul Charles Dexter Ward, Lovecraft menționează „marile bricuri ale familiilor Brown, Crawford și Tillinghast”; James Tillinghast și Domnișoara Eliza Tillinghast, fiică a căpitanului Dutie Tillinghast, sunt personaje minore în acea povestire.

## Conexiuni
S. T. Joshi⁠(d) subliniază că tema povestirii, „o realitate dincolo de cea revelată nouă de simțuri sau de ceea ce trăim în viața de zi cu zi”, este continuată în lucrările ulterioare ale lui Lovecraft, precum „The Shunned House⁠(d)” (1924), „Culoarea căzută din cer” (1927), „The Dreams in the Witch House⁠(d)” și altele. De exemplu, în „The Shunned House”, naratorul susține că „studiul științific și reflecția ne-au învățat că universul cunoscut din trei dimensiuni cuprinde cea mai mică parte din întregul cosmos de substanță și energie”.

## Recepție
Cartea Science-Fiction: The Early Years⁠(d) descrie conceptele din „From Beyond” ca „foarte interesante, în ciuda scrierii rigide, imature”. S. T. Joshi consideră că este „puțin probabil ca „From Beyond” … să fie vreodată considerată una dintre cele mai bune povestiri ale lui Lovecraft”, din cauza „stilului său neglijent, excesului melodramatic și banalității generale a intrigii”. Joshi mai consideră că referințele lui Crawford Tillinghast la glanda pineală sunt o glumă în detrimentul lui René Descartes, care a considerat că această glandă este punctul de mediere între corpul material și sufletul imaterial. 

## Adaptări
From Beyond a fost adaptată într-un film de groază din 1986 cu același titlu de regizorul Stuart Gordon. În film, Dr. Crawford Tillinghast (interpretat de Jeffrey Combs) are un rol diferit, ca asistent precaut al nebunului și obsesivului dr. Edward Pretorius. 
Povestirea a fost, de asemenea, inspirație pentru filmul de groază din 2013 Banshee Chapter, care este o adaptare vagă și a filmului lui Gordon din 1986.
Povestirea, împreună cu „Herbert West Reanimatorul", a fost adaptată de regizorul William Butler⁠(d) în seria web din 2022 The Resonator⁠(d) de Full Moon Features.

## Influențe
- Jocul video științifico-fantastic Half-Life din 1998 descrie un eveniment cunoscut sub numele de „cascada de rezonanță” care are loc în timpul unui experiment eșuat cu material geologic extraterestru. În timp ce „cascada de rezonanță” are loc, creaturi extraterestre din alte dimensiuni apar și dispar la întâmplare în lumea noastră.
- Trupa americană de stoner doom metal și devotată lui Lovecraft, Sleep, a inclus un cântec cu același titlu pe albumul lor din 1992, Sleep's Holy Mountain⁠(d).
- Romanul lui Charles Stross The Jennifer Morgue⁠(d) prezintă un dispozitiv electronic cunoscut sub numele de „rezonator Tillinghast”, care permite utilizatorului să vadă entități altfel invizibile.
- Trupa americană de death metal Massacre a lansat în 1991 un album cu același titlu  cu tematică Lovecraftiană.
- Jocul video Psi-Ops: The Mindgate Conspiracy⁠(d) prezintă creaturi numite „Aura Beasts” care sunt văzute folosind una dintre puterile psihice pe care protagonistul le dezvoltă, numită „Aura View”. Această abilitate este paralelă cu efectele pe care dispozitivul lui Crawford Tillinghast le are asupra personajelor din „From Beyond”, care percep creaturi dintr-o altă dimensiune ca urmare a utilizării dispozitivului.
- În episodul Stargate SG-1 „Sight Unseen”, un dispozitiv extraterestru este activat accidental, care permite membrilor SG-1 să vadă, dar să nu interacționeze cu, creaturi insectoide ciudate care locuiesc într-o dimensiune paralelă cu a noastră. Deși inițial limitat la Complexul Munților Cheyenne, fenomenul acestei „a doua vederi” este răspândit și prin atingere. Se răspândește rapid la populațiile din apropiere, mai ales prin intermediul unui teoretician al conspirației „infectat de vedere”, care dă peste o adevărată conspirație guvernamentală referitoare la extratereștri și SG-1. Părți din Colorado și Wyoming sunt „puse în carantină” până când procesul poate fi inversat. Substanțele chimice halucinogene sunt folosite pentru o poveste de acoperire.
- Piesa „Beyond Humanity” a trupei Death metal Ripping Corpse⁠(d) este direct inspirată din povestirea lui Lovecraft și din filmul lui Gordon.
- Duo-ul Nox Arcana,⁠(d) cu ambient întunecat și tematică de Halloween, și-a bazat albumul din 2009,  Blackthorn Asylum⁠(d), pe această povestire, cu câteva răsturnări de situație.
- Trupa de heavy metal Manilla Road⁠(d) a adaptat povestirea ca un cântec cu același titlu prezentat în albumul lor din 1990 The Courts of Chaos⁠(d).
- Filmul din 2013 Banshee Chapter prezintă un complot similar care implică dimetiltriptamina în loc de ultraviolete. La un moment dat, povestirea lui Lovecraft este menționată în mod explicit.
- Episodul „Fantasme” din Star Trek: Generația următoare prezintă paraziți interfazici, nedetectabili în condiții normale, care se hrănesc cu materie celulară și sunt percepuți de Data ca obiecte suprarealiste în timpul programului său de visare. Indivizi care experimentează elemente ale lumii de dincolo de a noastră prin vise și viziuni reprezintă o temă comună în literatura lovecraftiană.
- Al nouălea număr al benzii desenate Providence⁠(d) a lui Alan Moore⁠(d) se bazează foarte mult pe „From Beyond”.[8][9]
- Un concept similar este folosit în jocul video Bloodborne⁠(d) din 2015 (FromSoftware, Sony Interactive Entertainment), unde prin adunarea unui obiect de colecție numit „perspectivă”, diferite creaturi încep să devină vizibile în lumea jucătorului cu cât adună mai multe informații și dispar din nou când nu mai au suficientă perspectivă.[10]
- Jocul video Lust from Beyond⁠(d) (Movie Games Lunarium, 2021) tratează teme similare și a fost inspirat din lucrările lui Lovecraft.[11][12]